# Vigny (Moselle)
Pour les articles homonymes, voir Vigny.
Ne doit pas être confondu avec Vigny (Val-d'Oise).
Vigny [viɲi] est une commune française située dans le département de la Moselle, en Lorraine, dans la région administrative Grand Est.

## Géographie

### Description
Vigny est un village périurbain lorrain situé à 16 km au nord-est de Pont-à-Mousson, 17 km au sud de Metz, 37 km au sud-ouest de Saint-Avold et 31 km au nord de Nancy, desservi par le tracé initial de l'ancienne route nationale 410 (actuelle RD 910) reliant  Pont-à-Mousson à Bitche.
Le territoire communal, d'une superficie de 5,83 km2 est traversé par la LGV Est européenne et occupé, au nord-ouest, par une partie des installations de .l'aéroport de Metz-Nancy-Lorraine. Entre ces deux infrastructures, il est dévolu aux activités agricoles, ainsi qu'à un petit domaine forestier.

### Communes limitrophes
| Goin           | Liéhon | Buchy   |
| Pagny-lès-Goin | Vigny  | Solgne  |
| Saint-Jure     |        | Secourt |

### Hydrographie

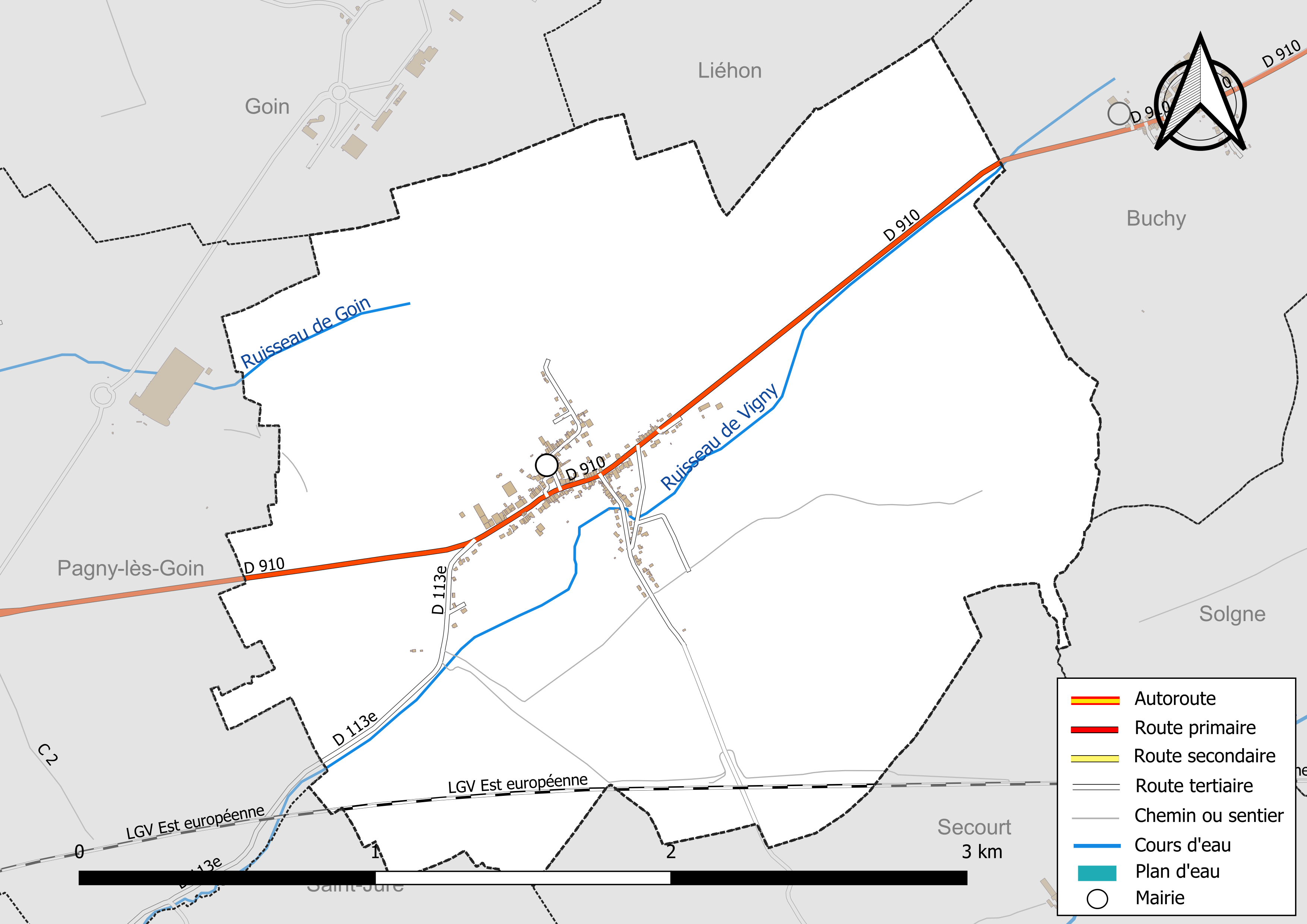
Réseaux hydrographique et routier de Vigny.

La commune est située dans le bassin versant du Rhin au sein du bassin Rhin-Meuse. Elle est drainée par le ruisseau de Goin et le ruisseau de Vigny.

### Climat
Pour des articles plus généraux, voir Climat du Grand Est et Climat de la Moselle.
En 2010, le climat de la commune est de type climat des marges montargnardes, selon une étude du Centre national de la recherche scientifique s'appuyant sur une série de données couvrant la période 1971-2000. En 2020, Météo-France publie une typologie des climats de la France métropolitaine dans laquelle la commune est exposée à un climat semi-continental et est dans la région climatique  Lorraine, plateau de Langres, Morvan, caractérisée par un hiver rude (1,5 °C), des vents modérés et des brouillards fréquents en automne et hiver. 
Pour la période 1971-2000, la température annuelle moyenne est de 9,5 °C, avec une amplitude thermique annuelle de 16,8 °C. Le cumul annuel moyen de précipitations est de 817 mm, avec 12,2 jours de précipitations en janvier et 9,4 jours en juillet. Pour la période 1991-2020, la température moyenne annuelle observée sur la station météorologique de Météo-France la plus proche, « M.n.l. », sur la commune de Goin à 3 km à vol d'oiseau, est de 10,7 °C et le cumul annuel moyen de précipitations est de 678,8 mm. 
La température maximale relevée sur cette station est de 39,5 °C, atteinte le 24 juillet 2019 ; la température minimale est de −16,3 °C, atteinte le 2 janvier 1997,,. 
Les paramètres climatiques de la commune ont été estimés pour le milieu du siècle (2041-2070) selon différents scénarios d'émission de gaz à effet de serre à partir des nouvelles projections climatiques de référence DRIAS-2020. Ils sont consultables sur un site dédié publié par Météo-France en novembre 2022.

## Urbanisme

### Typologie
Au 1er janvier 2024, Vigny est catégorisée commune rurale à habitat dispersé, selon la nouvelle grille communale de densité à sept niveaux définie par l'Insee en 2022.
Elle est située hors unité urbaine. Par ailleurs la commune fait partie de l'aire d'attraction de Metz, dont elle est une commune de la couronne,. Cette aire, qui regroupe 245 communes, est catégorisée dans les aires de 200 000 à moins de 700 000 habitants,.

### Occupation des sols
L'occupation des sols de la commune, telle qu'elle ressort de la base de données européenne d’occupation biophysique des sols Corine Land Cover (CLC), est marquée par l'importance des territoires agricoles (79,4 % en 2018), en augmentation par rapport à 1990 (78,3 %). La répartition détaillée en 2018 est la suivante : 
terres arables (74,9 %), zones industrielles ou commerciales et réseaux de communication (9,7 %), zones urbanisées (6,2 %), forêts (4,7 %), prairies (4,5 %). L'évolution de l’occupation des sols de la commune et de ses infrastructures peut être observée sur les différentes représentations cartographiques du territoire : la carte de Cassini (XVIIIe siècle), la carte d'état-major (1820-1866) et les cartes ou photos aériennes de l'IGN pour la période actuelle (1950 à aujourd'hui).

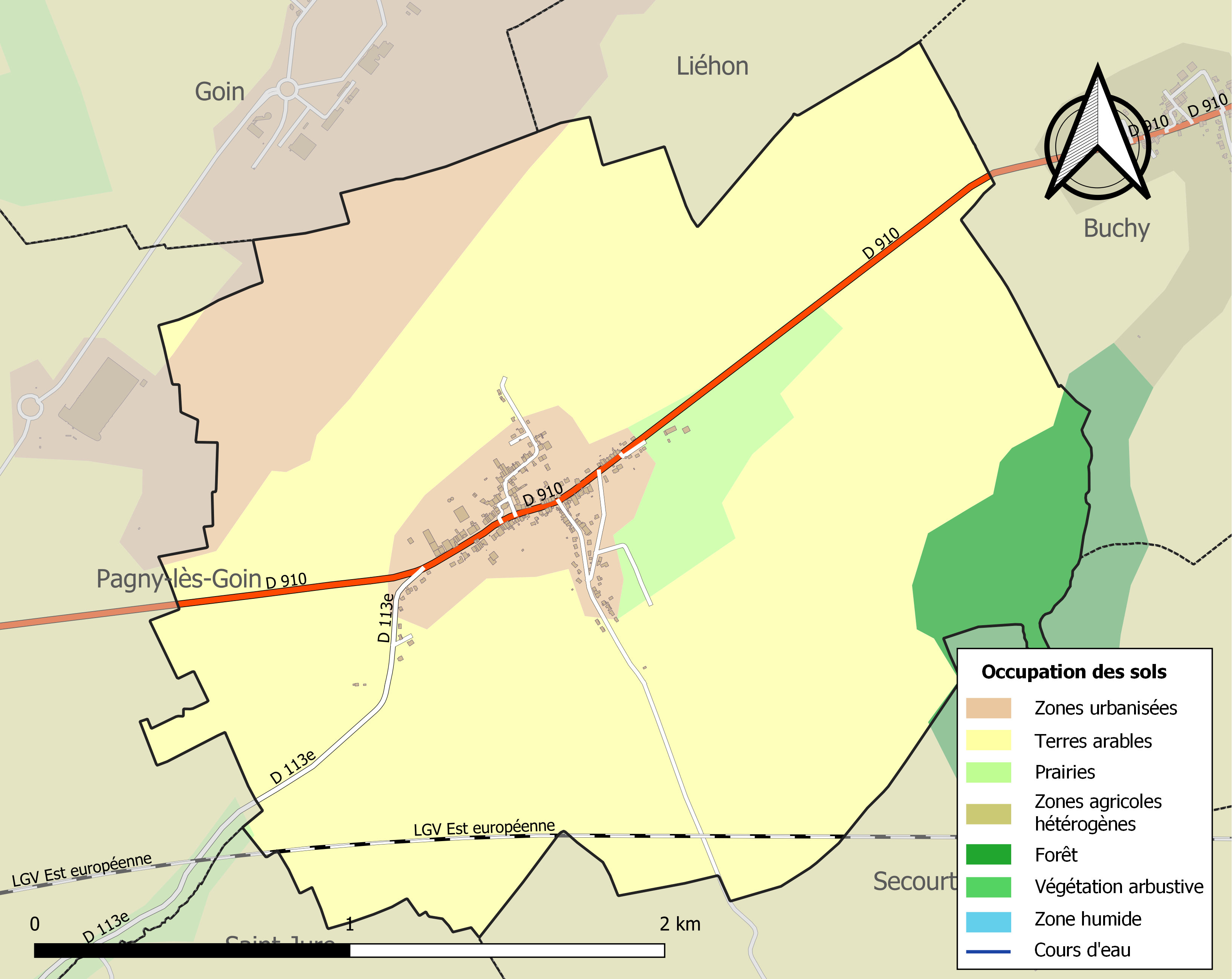
Carte des infrastructures et de l'occupation des sols de la commune en 2018 (CLC).

### Habitat et logement
En 2019, le nombre total de logements dans la commune était de 164, alors qu'il était de 133 en 2014 et de 126 en 2009.
Parmi ces logements, 92 % étaient des résidences principales, 1,5 % des résidences secondaires et 6,5 % des logements vacants. Ces logements étaient pour 86,3 % d'entre eux des maisons individuelles et pour 13,7 % des appartements.
Le tableau ci-dessous présente la typologie des logements à Vigny en 2019 en comparaison avec celle de la Moselle et de la France entière. Une caractéristique marquante du parc de logements est ainsi une proportion de résidences secondaires et logements occasionnels (1,5 %) inférieure à celle du département (2,1 %) mais supérieure à celle de la France entière (9,7 %). Concernant le statut d'occupation de ces logements, 81,7 % des habitants de la commune sont propriétaires de leur logement (81,7 % en 2014), contre 59,7 % pour la Moselle et 57,5 pour la France entière.
| Typologie                                               | Vigny | Moselle | France entière |
| ------------------------------------------------------- | ----- | ------- | -------------- |
| Résidences principales (en %)                           | 92    | 88,6    | 82,1           |
| Résidences secondaires et logements occasionnels (en %) | 1,5   | 2,1     | 9,7            |
| Logements vacants (en %)                                | 6,5   | 9,3     | 8,2            |

## Toponymie
Winaticum (886), Wigney (1511), Wingert (1915-18 & 1940-44). En lorrain : Vny.

## Histoire
- Vigny dépendait de l'ancien Saulnois en pays messin.
- Le village et une maison forte sont mentionnés en 1216, laissés en fief à la famille de Vigny.
- Elle était partagé en trois bans en 1404 avec seigneuries distinctes : annexe de la paroisse d'Alémont.

## Politique et administration

### Rattachements administratifs et électoraux

#### Rattachements administratifs
La commune se trouvait depuis 1919 dans l'arrondissement de Metz-Campagne du département de la Moselle.  Le 1er janvier 2015, cet arrondissement a fusionné avec celui de Metz-Ville pour former l'arrondissement de Metz dont fait partie désormais Vigny.
Elle faisait partie depuis 1801 du canton de Verny. Dans le cadre du redécoupage cantonal de 2014 en France, cette circonscription administrative territoriale a disparu, et le canton n'est plus qu'une circonscription électorale.

#### Rattachements électoraux
Pour les élections départementales, la commune est membre depuis 2014 du  canton du Saulnois
Pour l'élection des députés, elle fait partie de la deuxième circonscription de la Moselle.

### Intercommunalité
Vigny était membre de la petite communauté de communes de l’Accueil de l’aéroport régional de Lorraine, un établissement public de coopération intercommunale (EPCI) à fiscalité propre créé en 2002 et auquel la commune avait transféré un certain nombre de ses compétences, dans les conditions déterminées par le code général des collectivités territoriales.
Cette intercommunalité a fusionné avec ses voisines pour former, le 1er janvier 2014, la communauté de communes du Sud Messin dont est désormais membre la commune.

### Liste des maires
| Période                                  | Période                       | Identité        | Étiquette | Qualité |
| ---------------------------------------- | ----------------------------- | --------------- | --------- | ------- |
| Les données manquantes sont à compléter. |                               |                 |           |         |
| avant 1988                               |                               | Pierre Thirion  |           |         |
| Les données manquantes sont à compléter. |                               |                 |           |         |
| mars 1995                                | mars 2001                     | Paul Humbert    |           |         |
| mars 2001                                | mai 2020                      | Raymond Arnould |           |         |
| mai 2020,                                | En cours (au 2 décembre 2021) | Laurent Noël    |           | Employé |

## Démographie
L'évolution du nombre d'habitants est connue à travers les recensements de la population effectués dans la commune depuis 1793. Pour les communes de moins de 10 000 habitants, une enquête de recensement portant sur toute la population est réalisée tous les cinq ans, les populations de référence des années intermédiaires étant quant à elles estimées par interpolation ou extrapolation. Pour la commune, le premier recensement exhaustif entrant dans le cadre du nouveau dispositif a été réalisé en 2005.

En 2022, la commune comptait 386 habitants, en évolution de +10,6 % par rapport à 2016 (Moselle : +0,52 %, France hors Mayotte : +2,11 %).
| 1793 | 1800 | 1806 | 1821 | 1836 | 1841 | 1861 | 1866 | 1871 |
| ---- | ---- | ---- | ---- | ---- | ---- | ---- | ---- | ---- |
| 341  | 343  | 360  | 355  | 385  | 386  | 390  | 400  | 370  |

| 1875 | 1880 | 1885 | 1890 | 1895 | 1900 | 1905 | 1910 | 1921 |
| ---- | ---- | ---- | ---- | ---- | ---- | ---- | ---- | ---- |
| 398  | 366  | 352  | 346  | 333  | 317  | 311  | 372  | 259  |

| 1926 | 1931 | 1936 | 1946 | 1954 | 1962 | 1968 | 1975 | 1982 |
| ---- | ---- | ---- | ---- | ---- | ---- | ---- | ---- | ---- |
| 255  | 257  | 282  | 187  | 205  | 212  | 206  | 246  | 241  |

| 1990 | 1999 | 2005 | 2006 | 2010 | 2015 | 2020 | 2022 | - |
| ---- | ---- | ---- | ---- | ---- | ---- | ---- | ---- | - |
| 284  | 303  | 301  | 306  | 308  | 346  | 383  | 386  | - |

## Culture locale et patrimoine

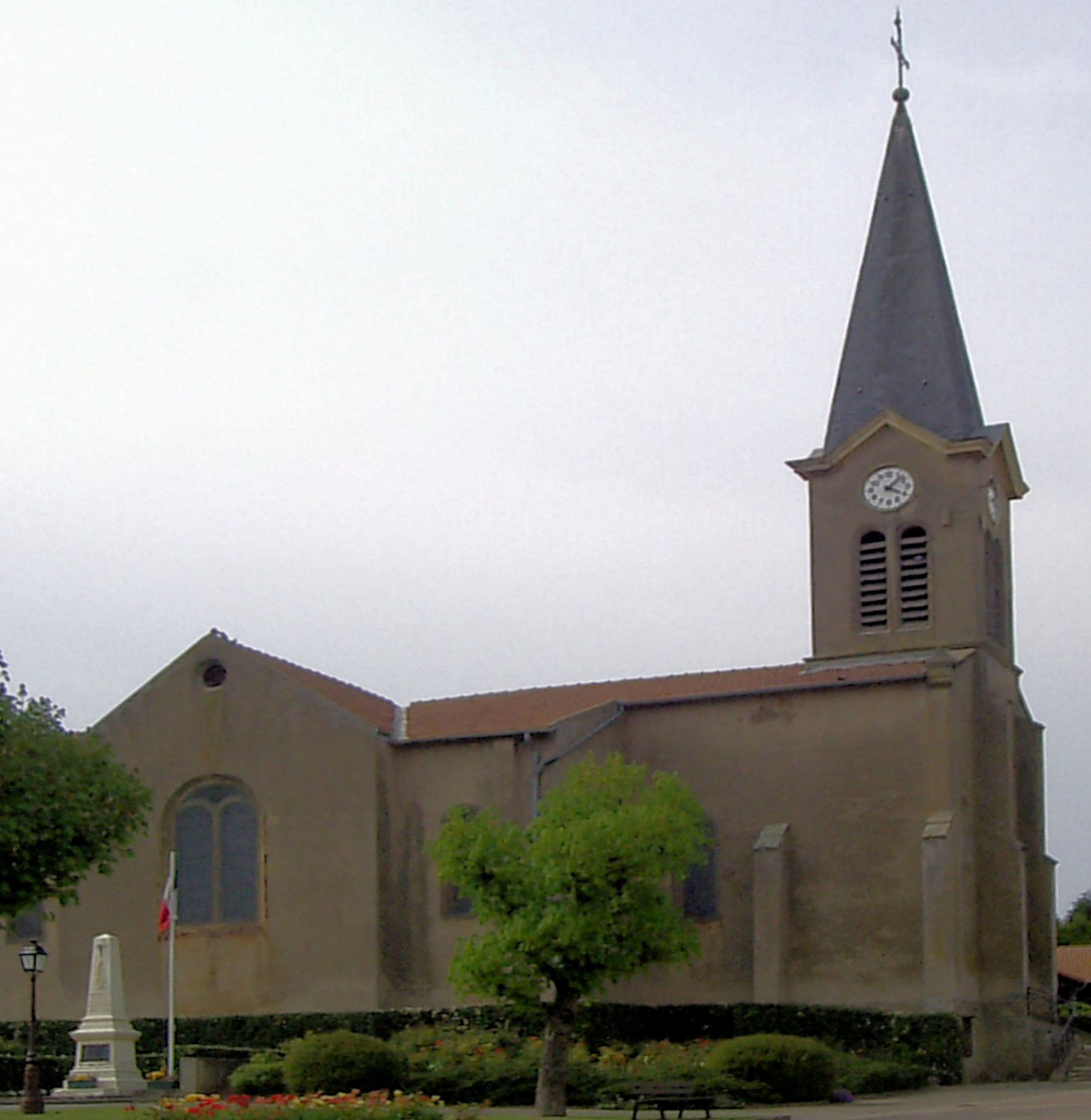
L'église Saint-Germain.

### Lieux et monuments
- Église Saint-Germain, de style néo-roman, construite en 1863.

### Héraldique
| Blason de Vigny | Blason  | D'azur à la fasce vivrée de deux pièces d'or, accompagnée en chef de deux étoiles du même. |
| Blason de Vigny | Détails | Le statut officiel du blason reste à déterminer.                                           |